# Francisco Toledo
Francisco Benjamín López Toledo (Ciudad de México, México, 17 de julio de 1940- Oaxaca de Juárez, Oaxaca, México, 5 de septiembre de 2019), conocido como Francisco Toledo, fue uno de los mayores artistas plásticos de México, con amplio reconocimiento como impresor, dibujante, pintor, escultor y ceramista. En su faceta como activista, apoyó numerosas causas enfocadas, tanto a la promoción y conservación del patrimonio artístico mexicano, como al libre acceso a la formación artística y el cuidado del medio ambiente natural.

"Yo, para no sentirme tan mal de ser un capitalista, de ser un hacedor de dinero, lo gasto en instituciones que se abren a los jóvenes que no tienen posibilidades de viajar para ver exposiciones o tener libros. Esto que usted ve aquí, el cine, el centro fotográfico, todo está hecho un poco para pagar culpas, por el interés que tengo por la difusión."

Su arte reflejó un gran aprecio por la estética de la naturaleza, particularmente la de animales que no son convencionalmente asociados con la belleza, como por ejemplo, monos, murciélagos, iguanas, sapos e insectos. En su escultura, tuvo dos formas de expresión: una donde representó cosas del mundo natural, específicamente bestiarios de distintos animales, y otra donde se despegó totalmente de la realidad. 
Toledo, escribió la crítica Lelia Driben, “fragua [...] un universo que ata cabos con lo real y, simultáneamente, despliega la metáfora”. En su obra abunda la representación de figuras humanas y de otros animales en una suerte de apareamiento, ya sea explícito o simbólico. En ese sentido, su visión moral afirma que el mundo de los humanos y el de los animales es uno con la naturaleza. En sus cuadros se representa mucho la androginia.
Toledo usó la modernidad y la vanguardia de otras civilizaciones, especialmente la europea, para sus obras y mostró un sentido de lo fantástico muy desarrollado, al crear criaturas antropomórficas que son, a la vez, monstruosas y juguetonas, personajes que incluye en sus papalotes, libros de artista, máscaras, piezas de joyería y complejos grabados. Debido a sus obras, se dice que Toledo perteneció a la Generación de la Ruptura, aunque no haya pertenecido históricamente a la misma.
Murió el 5 de septiembre de 2019 en la ciudad de Oaxaca. La causa fue cáncer de pulmón que padecía desde años antes.

## Biografía
- No sé [si el arte puede transformar a la sociedad]. Creo que el arte enriquece a la gente. Da, le abre mundos; cambiar en el sentido de que nos haga mejores el arte, ahí sí no creo, no sé... Pero bueno, creo que el que haya bibliotecas, exposiciones, conciertos, poesía, todo esto enriquece a la gente y es bueno para la gente sensible..."
Francisco Toledo

### Primeros años
Fue el cuarto de los siete hijos de Francisco López Orozco, originario de Juchitán; y de Florencia Toledo Nolasco, de Ixtaltepec, ambas comunidades del istmo de Tehuantepec. Los padres de Toledo hablaban español y zapoteca. Toledo declaró en varias ocasiones que nació en la capital mexicana, específicamente en la colonia Tabacalera.
Durante sus primeros años vivió en el sur de Veracruz, en Coatzacoalcos y Minatitlán, pero viajaba frecuentemente a la tierra de sus padres, donde visitaba el taller de zapatos de su tía abuela, quien lo empezó a formar en la historia y tradiciones de la región, y lo puso en contacto con los oficios y labores artesanales. A los 11 años emigró al estado de Oaxaca junto con su familia.
A los 12 años, fue enviado a estudiar la escuela secundaria en la capital oaxaqueña e inició sus estudios artísticos en el taller de grabado de Arturo García Bustos, con quien aprendió el linóleo y de cuyo taller desertó rápidamente debido a la difícil relación que se estableció entre ambos.
Para continuar su educación formal, es enviado por su padre a la Ciudad de México, con la idea de que se "convirtiera en el próximo Benito Juárez". Sin embargo, Toledo resultó un mal estudiante, más interesado en visitar museos, galerías y bibliotecas. 
Posteriormente, ingresó al Taller Libre de Grabado del entonces Centro Superior de Artes Aplicadas, ahora Escuela de Artesanías, del Instituto Nacional de Bellas Artes (INBA), en la Ciudad de México, donde fue alumno de Pedro Castelar, Francisco Dosamantes y Guillermo Silva Santamaría.
Su primera exposición sucedió a los 19 años, en 1959, en la Galería Antonio Souza de la capital mexicana, especializada en apoyar a artistas jóvenes; fue precisamente el galerista y dueño del lugar quien lo rebautizó artísticamente como Francisco Toledo. En ese mismo año 1959 expuso en el Fort Worth Center, en Texas, Estados Unidos.

### Residencias en el extranjero
En 1960 viajó a París, donde vivió por cinco años y trabajó con Stanley William Hayter, conocido grafista, profundizando así en el estudio de las técnicas de grabado. En la capital francesa conoció y estableció una relación con el artista Rufino Tamayo y el escritor Octavio Paz; en 1963 expuso la Galería Karl Flinker. Este primer viaje a Europa es también la oportunidad de continuar su educación del arte occidental al visitar museos, galerías, artistas y escritores que cambiaron su visión del arte; en particular fue influido por la obra de Francisco de Goya, Paul Klee y de Jean Dubuffet, así como por la pintura matérica de Antoni Tàpies. En esa misma estancia europea, pasó unos meses en Barcelona, donde trabajó el grabado en la Editorial Polígrafa. En 1965 regresó a México con una nueva perspectiva ideológica y estética.
A finales de la década de 1970 hizo una primera estancia en Nueva York, que repitió en 1981-82 para trabajar la cerámica. En 1984 regresó a Europa: en París y Barcelona produjo obra pictórica, litográfica y plástica.

### Instalación en Oaxaca y vida personal
En 1987 se instaló en la Ciudad de México y luego, en 1992, se mudó definitivamente a la ciudad de Oaxaca.
Toledo se casó en tres ocasiones. La primera con Olga de Paz Vicente, con quien tuvo a la poeta, cuentista y promotora de literatura indígena Natalia Toledo; de su segundo matrimonio con la antropóloga y poeta Elisa Ramírez Castañeda nacieron la artista y fotógrafa Laureana Toledo, y el tatuador y artista gráfico Jerónimo López Ramírez, conocido como Dr. Lakra. Su tercera esposa fue la tejedora danesa Trine Ellitsgaard, con quien tuvo dos hijos: Sara López Ellitsgaard y Benjamín López Ellitsgaard.

## Obra
La obra de Francisco Toledo se caracteriza por el toque irreverente, provocativo y transgresor; por las referencias al istmo (particularmente a Juchitán), a la cultura zapoteca y mexicana en general, pero también por la presencia de elementos de la tradición occidental como lo atestiguan sus trabajos a partir de la obra de Kafka o Pinocho de Carlo Collodi. La muerte, la literatura, la naturaleza humana, el sexo y la escatología son también constantes a lo largo de toda su producción artística.
Creador de una iconografía propia o reimaginada, los temas de sus piezas por momentos desvían la atención de un hecho importante: la maestría y variedad que despliega en las técnicas que utiliza. Óleos, acuarelas, gouaches, dibujo, tintas, aguafuertes, puntaseca, litografía, xilografía, mixografía, escultura, cerámica, tapices.

Creador de narrativas fantásticas que, con humor o insolencia, expresan la unidad del ser fusionando lo humano con lo animal, el bien con el mal y la vida con la muerte, (Francisco Toledo) desarrolló una estética erótica que se vincula con la continuidad infinita de lo sagrado
Blanca González Rosas

Desarrolló su carrera como artista independiente y no se involucró con las temáticas nacionalistas que representaban la Escuela Mexicana de Pintura, aunque se le ha considerado como representante de la Escuela Oaxaqueña de Pintura. De igual forma se le ha asociado en repetidas ocasiones con la Generación de la Ruptura, surgida en los años 50. Sin embargo, además de que su pintura ya se vendía en la galería Juan Martín poco antes del surgimiento de la Ruptura, Toledo sostuvo siempre un carácter de artista autónomo y discreto.

Artista independiente o miembro involuntario de movimientos, generaciones o escuelas, lo cierto es que la obra de Toledo es, desde finales del siglo XX, sinónimo de “arte mexicano”, tal como escribió el cronista y crítico Carlos Monsiváis, quien también apuntaba que los comentarios a su trabajo en un principio destacaban la iconografía indígena que desplegaba Toledo: la calificaban de ajena, provando “elogios y distanciamientos”. “Toledo, el artista, profundamente contemporáneo, era, también, el más variado y obstinado de los representantes contemporáneos de la gran cultura indígena, el zapoteco de la ‘arcilla estupefacta, alucinante’”. Toledo, por su parte, se limitaba "con gozo creativo, humor y malicia a celebrar una de sus herencias, convirtiéndola en la metamorfosis proposición artística de largo alcance”.
Nada de lo que aparece en su obra (en universo de Toledo) había existido antes […] Todo, también, estaba ya en Toledo: la vasta cultura pictórica, los años en Europa y Estados Unidos, la admiración por los pintores que elaboran los reflejos de lo primigenio, la experimentación, el saberse siempre parte de la tradición universal - Monsiváis (p. 76-77)

### México en su obra
Toledo no recurre a las formas que le ha legado su pueblo. Él ha ido más allá de aquello que denominamos ‘mexicanidad’, y con lo que nos referimos a lo mexicano como cualidad especial. Él pudo hacerlo porque, con su origen [zapoteca], aporta algo al arte de lo que el mexicano, que ya no vive inmerso en las viejas estructuras, ya no es consciente: eso ’otro’ que podemos llamar, utilizando un término acuñado por Lévi-Strauss, ‘pensamiento salvaje’ - Erika Billeter (p. 103)
Antes de Toledo, desde los muralistas hasta Rufino Tamayo, el arte mexicano tiene más que un proyecto estético, uno de carácter ideológico cuya misión es educar a la población sobre el pasado prehispánico, consolidando así la imagen de "lo mexicano". Toledo y los artistas de su generación se encuentran entonces en un panorama donde dicho proyecto le es ajeno y la idea de lo mexicano en los términos expresados por el muralismo ya ha sido asentada. Si bien Toledo termina por desplegar una iconografía mexicana, lo hace de una forma propia y sin tener en mento el romper o el apegarse a un proyecto ideológico en particular.

### Proyectos y series

#### Los cuadernos
Se trata de un total de 27 cuadernos con aproximadamente 1,745 dibujos, realizados en París entre 1985 y 1987, los cuales donó al programa Pago en Especie de la Secretaría de Hacienda y Crédito Público. En 2001, el Museo de Arte Contemporáneo de Oaxaca (MACO) organizó la exposición Los cuadernos de la mierda y la publicación del catálogo correspondiente, todo lo cual celebraba la cesión que la Secretaría de Hacienda hacía al museo de los 27 mencionados cuadernos.

#### Un informe para una academia
En 2005, Toledo presentó una serie de grabados sobre placa metálica inspirados en el cuento de 1919 Un informe para una academia, del escritor checo Franz Kafka, en donde un simio que tiene vida y características humanas cuenta su experiencia a través de una carta a un grupo de científicos. El proyecto principal constó de una carpeta de 15 piezas acompañadas de frases del cuento. El proyecto completo constó de 60 obras que fueron expuestas durante el Festival Internacional Cervantino de ese año en el Museo Casa Diego Rivera de la ciudad de Guanajuato, mientras que la carpeta fue el motivo de exposiciones en Oaxaca, Ciudad de México y Seattle.
Con este proyecto, la metamorfosis se hacía presente una vez en la obra de Toledo, temática a la que también regresó en diversas ocasiones Kafka, existiendo así "un diálogo natural" entre ambos creadores que provoca que las imágenes creadas por el mexicano —un simio que se emborracha para parecer humano, o que fuma y trabaja para un circo— parezca "casi una prolongación de la imaginación de Toledo".

#### Urna de Monsiváis
Toledo es responsable del diseñó de la urna en donde, desde junio de 2011, descansan las cenizas del escritor y ensayista mexicano Carlos Monsiváis en la Sala de Lectura del Museo del Estanquillo; la pieza, de barro pintada al óleo, simboliza a un gato que juega con una pelota.

#### Papalotes de "los 43"
En diciembre de 2014, a 81 días de la desaparición forzada de los 43 estudiantes de la Escuela Normal Rural "Raúl Isidro Bugos" de Ayotzinapa, en el estado mexicano de Guerrero, Toledo exigió su aparición con vida a través de un happening donde niños y niñas, y el propio artista, hicieron volar 43 papalotes (cometas) de papel de china y carrizo con los rostros impresos de los estudiantes, hechos a partir de una placa de madera grabada en láser.
La selección de papalotes como el soporte para los rostros de los 43 jóvenes tiene que ver con la tradición del istmo de Tehuantepec que considera que cuando se vuelan las cometas, las almas de los muertos bajan por sus hilos.
Luego de su presentación en 2014, los papalotes han sido usados o exhibidos nuevamente. En un primer momento, recorrieron diversas comunidades del país para dar a conocer entre la población la realidad del país y manifestar pacíficamente la indignación que embargaba a la nación, según explicó el propio artista. De marzo a mayo de 2015 fueron exhibidos en el Museo Memoria y Tolerancia de la Ciudad de México, junto con una serie de carteles también dedicados a los hechos de Ayotzinapa, resultado de una convocatoria lanzada por Toledo. En 2018 fueron incluidos, bajo la forma de una instalación artística, en la exposición Sublevaciones del MUAC. En 2019, en el quinto aniversario de la desaparición, fueron expuestos en el Instituto de Artes Gráficas de Oaxaca (IAGO). Previo a su incorporación a Sublevaciones, ya formaba parte de la colección “Visualidades y Movilización Social” del Centro de Documentación Arkheia, del MUAC.
De acuerdo al historiador del arte y curador, Cuauhtémoc Medina, con estos papalotes, Toledo salió "del marco normativo de lo que entendemos por protesta en México. Desafió el mito social, atrajo una práctica que está en relación con la cultura —esa sí indígena— mostrando cómo se expresa el luto. Esa pieza, inolvidable, ha cambiado el régimen de representación".

#### Temblores
Luego del terremoto del 7 de septiembre de 2017, la región del Istmo en Oaxaca quedó devastada. Las viviendas resultaron afectadas al grado de convertirse en sitios inhabitables para la gente. Ante esta situación, el artista Francisco Toledo decidió realizar dos ediciones de grabados que se pondrían a la venta con el fin de recaudar la suma de un millón 830 mil pesos; recurso que se destinaría en su totalidad a los afectados en el Istmo de Tehuantepec. El primero de ellos, Juchitán (Chin Tacamaya), tuvo un tiraje de 50 piezas y costaría 27 mil pesos. La segunda obra, Terremoto (Chin Tacamaya), presentó un tiraje de 30 unidades y se vendieron en 16 mil pesos cada una. El artista informó que las ganancias obtenidas de la venta de las obras se utilizarían para impulsar diversos proyectos en el Istmo, así como para la reconstrucción de viviendas. De igual forma, Toledo comentó que estos ejemplares de gráfica se pondrían a la venta en diversas galerías como Quetzalli en Oaxaca y Juan Martín, López Quiroga y Galería de Arte Mexicano en Ciudad de México, así como en las tiendas del Instituto de Artes Gráficas de Oaxaca (IAGO) y en el Centro de las Artes de San Agustín (CaSa).
Posteriormente, en el mes de noviembre de 2017, estos grabados fueron acompañados por otras dos ediciones que Toledo creó para agregar a la venta. En su columna “Toledo Lee”, en la Revista Proceso, el artista dedicó dos artículos a la elaboración de estas obras gráficas. En su segundo escrito, incluyó la imagen de los  nuevos grabados que se sumarían a la causa, los cuales formaban parte de la serie Temblores. Al final, dicha serie se compuso de un total de 24 piezas, las cuales fueron trabajadas por el artista entre 2017 y 2018.

### Presencia en colecciones
La obra de Francisco Toledo está presente en colecciones de diversas instituciones de México y otros países de América y Europa tales como el Museo de Arte Moderno de México, el Museo de Arte Contemporáneo de Oaxaca (MACO), el Museo Universitario de Arte Contemporáneo de la UNAM, la Colección de Arte UDLAP, el Museo de Arte Moderno de París, el MoMA de Nueva York, el Museo de Arte Moderno de Filadelfia, la Biblioteca Pública de Nueva York, la Galería Tate de Londres, y la Kunstnernes Hus de Oslo, Noruega, entre otras.

## Promoción cultural y apoyo a las artes
El artista zapoteco promovió y difundió la cultura y las artes, principalmente del estado de Oaxaca, donde residió los últimos años de su vida. Desde la década de 1970 creó o apoyó la fundación de editoriales, museos, fundaciones y otro tipo de instituciones.   
Su primera incursión en este campo fue en 1972, al impulsar la fundación de la Casa de Cultura "Lidxi Guendabiaani" (en zapoteco: casa de la inteligencia), de Juchitán, una de las primeras casas de cultura establecidas fuera de la capital mexicana, la cual operó con éxito hasta el terremoto de septiembre de 2017 que afectó esa región.
Con apoyo de otras instituciones, fundó o fue parte de instituciones artísticas y culturales como el Museo de Arte Contemporáneo de Oaxaca (MACO), el Instituto de Artes Gráficas de Oaxaca (IAGO), creado en 1988; o el Taller Arte Papel Oaxaca, instalado en la antigua planta hidroeléctrica "La Soledad", en San Agustín Etla, en octubre de 1997.
Otros proyectos que apoyó son la Biblioteca para Invidentes Jorge Luis Borges, el Centro Fotográfico Manuel Álvarez Bravo, el Cine Club El Pochote, el Jardín Etnobotánico de Oaxaca, la Fonoteca Eduardo Mata Asiain, la Casa de las Matemáticas en Oaxaca, la Biblioteca Francisco de Burgoa, la revista Alcaraván, y el Museo Taller Erasto Cortés (Mutec) de la ciudad de Puebla, entre otros.
En 2015, entregó el Instituto de Artes Gráficas de Oaxaca (IAGO) al Instituto Nacional de Bellas Artes (INBA), lo que significa una donación de dos edificios y una colección de más de 125 000 objetos, entre los que destacan fotografías del siglo XIX y documentos del siglo XX, representando una de las donaciones más grandes en el campo de la cultura hasta ese momento.
En diciembre de 2018, renunció a la beca de Creador Emérito que recibía del Fondo Nacional para la Cultura y las Artes, destinándola a un fondo de becas.

### Casa de Cultura de Juchitán
Fundada en 1972 por un grupo de juchitecos encabezados por Toledo, la Casa de Cultura "Lidxi Guendabiaani" (en zapoteco: casa de la inteligencia o casa de cultura), desde sus inicios contó con un patronato que ha permitido la continuidad del proyecto. Posee espacios de exposiciones y una sala con piezas arqueológicas donadas primero por amigos de Toledo y luego por la gente del lugar; al momento de la muerte del artista, en 2019, la colección ascendía a cerca de 700 piezas.
Desde su fundación se le consideró un lugar de reunión de la comunidad y un espacio para la formación de escritores. A causa del sismo del 7 de septiembre de 2017, el inmueble de este recinto se vio dañado y dos años más tarde seguía sin reconstruirse por completo.

### Proyectos editoriales
Ávido lector y con un "ideas sobre la literatura muy refinadas", como lo definiera el poeta mexicano David Huerta, Toledo incursionó en el campo editorial a través de diversos proyectos. En 1975 fundó, al lado de Víctor de la Cruz, Macario Matus y Gloria de la Cruz, la revista Guchachi' Reza (Iguana Rajada), cuyos contenidos eran en zapoteca. Dicha publicación era el canal de difusión de la Casa de Cultura de Juchitán, y el cual servía también para publicar documentos históricos de la comunidad y textos literarios y políticos.
Por otra parte, el proyecto que llevó su nombre, Ediciones Toledo, publicó su primer libro en 1983. La editorial impulsó la lengua zapoteca al publicar a escritores juchitecos e istmeños como Francisco Nácar, Macario Matus, Victor de la Cruz y Andrés Henestrosa. Otra área en la que destacó fue en la poesía, editando a autores mexicanos contemporáneos como Javier Sicilia, David Huerta, Alicia García Bergua y Pura López Colomé. Editó así documentos antiguos, como el facsímil del Vocabulario en lengua zapoteca de Juan de Córdova, original del siglo XVI.

### Instituto de Artes Gráficas de Oaxaca (IAGO)
A instancias de Toledo, en 1988 se fundó este centro cultural en la ciudad de Oaxaca que para finales de la década de 2010 albergaba una de las colecciones de artes gráficas más importantes de América Latina. El recinto incluye espacios expositivos, el Cineclub El Pochote, el Centro Fotográfico "Manuel Álvarez Bravo", la Fonoteca "Eduardo Mata" y la Biblioteca BIAGO.
Su acervo, repartido en dos edificios, incluye una importante colección de gráfica que abarca obras de creadores mexicanos, como del propio Toledo, así como piezas de artistas extranjeros como Francisco de Goya, Joan Miró y Pablo Picasso; en total se tratan de más de 125 000 piezas. Por su parte la colección global del centro fotográfico Álvarez Bravo es de alrededor de 80 000 fotografías, la biblioteca ofrece 30 000 libros de arte, diseño y arquitectura, así como 22 000 libros de literatura, poesía, ensayo, historia, filosofía, teatro, cine y fotografía.
En 2015, Toledo cedió el IAGO al gobierno federal a cambio de un peso, representando una de las donaciones más importantes en el ámbito federal hasta ese momento y como el "acto de mayor generosidad".

### Jardín Etnobotánico de Oaxaca
A propuesta de Toledo y de la asociación civil PRO-OAX (Patronato para la Defensa y Conservación del Patrimonio Cultural y Natural de Oaxaca, A.C.), en 1993 se inician las gestiones para la creación de este jardín que alberga exclusivamente especies de flora endémica del estado de Oaxaca y que se ubica dentro del ex-convento de Santo Domingo, en pleno centro de la capital oaxaqueña. La iniciativa tuvo como propósito el evitar que todo el inmueble de Santo Domingo se convirtiera en estacionamiento y hotel de lujo.
El primer paso para la consumación del jardín llega a finales de 1994, con la publicación en el Diario oficial del acuerdo para retirar la administración de Santo Domingo a la Secretaría de la Defensa Nacional —quien usaba el lugar como dormitorios, estacionamientos, canchas deportivas y otras instalaciones de tipo militar— y cedérsela al gobierno del estado. Paralelamente a este hecho, el gobierno oaxaqueño, Banamex y PRO-OAX conforman un fideicomiso para financiar el proyecto. En 1998 se comienzan a plantar los especímenes.
Además de su participación en la iniciativa del proyecto, Toledo es parte del jardín a través de su diseño, en el cual también estuvo involucrado el artista oaxaqueño Luis Zárate. Toledo es autor del “Patio del Huaje” y la fuente “La Sangre de Mitla”, mientras que Zárate fue el creador de la fuente “Espejo de Cuanana” y las esculturas que modifican el nivel y la dirección del agua a lo largo del canal.

### Centro de las Artes San Agustín (CaSa)
Impulsado por Toledo y considerado como el primer recinto de arte ecológico en América Latina, el Centro de las Artes San Agustín (CaSa), en San Agustín Etla, Oaxaca, abrió sus puertas el 21 de marzo de 2006, luego de la restauración, iniciada en el año 2000, de una antigua fábrica textil del siglo XIX. El proyecto fue financiado por Centro Nacional de las Artes (CENART), el gobierno del estado de Oaxaca, la Fundación Harp Helú y Amigos del Instituto de Artes Gráficas de Oaxaca (IAGO).
Se trata de un centro con espacios para exposición, conciertos y charlas, así como para la impartición de cursos y talleres artísticos, y para la creación de proyectos de artistas emergentes y con trayectoria. Las actividades del centro tienen la misión de promover el uso combinado de las nuevas tecnologías y las técnicas tradicionales, basándose en los ejes de comunidad, medio ambiente y transdisciplinariedad. CaSa alberga asimismo una biblioteca, un laboratorio de fotografía ecológico, un laboratorio de videodanza y coreografía expandida, una sala de cine, el acervo audiovisual El Pochote y seis residencias para artistas.

### Museo Taller Erasto Cortés (Mutec)
Fuera de su estado natal, Toledo también participó de distintas formas en el establecimiento y desarrollo de instituciones artísticas y culturales. Un ejemplo de ello es el Museo Taller Erasto Cortés, ubicado en el Centro de la ciudad de Puebla. 
“El Museo Taller Erasto Cortés (Mutec) es el niño consentido del maestro Francisco Toledo, si sus hijos están en Oaxaca, su hijo adoptivo está en Puebla”, dijo en 2010 el director del recinto.
En el año 2000, Toledo fue parte de los esfuerzos de creación del museo, al lado de Jaime Erasto Cortés, hijo del grabador poblano Erasto Cortés Juárez (Tepeaca, 1900-Ciudad de México, 1972). Toledo se encargó de gestionar que la colección de Cortés fuera trasladada al espacio donde se encuentra el museo, en el interior del inmueble que forma parte del complejo donde también se ubica la Biblioteca Palafoxiana. La participación de Toledo incluyó también la donación de obras a lo largo de los años, llegando a un total de 114 de las más de 900 que resguarda la colección del lugar.
La primera donación de Toledo al Mutec consistió en 90 piezas, entre las que destacaba la carpeta de grabados Un informe para una Academia. Otras obras de Toledo que forman parte del acervo del Mutec son una serie de autorretratos; ejemplos de la serie Bestiario, caracterizada por la utilización y representación de varios insectos; la serie Animalia y una serie de fotografías eróticas, y 15 grabados y una viñeta inspirados en un cuento inédito de Franz Kafka.
El artista también donó una serie de 98 fotografías eróticas de pequeño formato que compró en París y que fueron tomadas entre 1920 y 1925; y 3500 libros sobre arte que son parte de la biblioteca del lugar y que están para consulta del público. Si bien en un principio se le ofreció que la biblioteca llevara su nombre, a lo cual se rehusó el artistas, finalmente ese espacio fue bautizado como biblioteca Francisco Toledo.

## Activismo
A lo largo de su vida, Toledo se involucró con diversas causas sociales, ambientales y en defensa del patrimonio cultural y del territorio que lo llevaron a enfrentarse a presidentes de la República, gobernadores y autoridades municipales.
Su participación en dichas causas fue a partir de su práctica artística, como la realización de los papalotes de los 43 normalistas de Ayotzinapa, o de formas más directas, como su vínculo con la Coalición Obrera, Campesina, Estudiantil del Istmo (COCEI), de Juchitán; al ser parte del Consejo de Representantes Ciudadanos durante el enfrentamiento en 2006 entre la Asamblea Popular de los Pueblos de Oaxaca (APPO) y el gobernador Ulises Ruiz, o sus acciones contra la instalación de un restaurante de la cadena McDonalds en el zócalo de Oaxaca en 2002.
A pesar de que se relacionaba constantemente con este tipo de actividades, y los medios hacían un símil con las luchas emprendidas por Diego Rivera, David Alfaro Siqueiros y José Clemente Orozco, Toledo decía que los tres muralistas "eran gentes de partido, con convicciones, con una ideología y yo francamente no tengo ni partido ni convicciones ni ideología”; consideraba además que a ellos "les tocó un país que se estaba construyendo y a mí me tocó un país que se está destruyendo”.
Su prestigio como artista y como activista logró no solo que la población en general, sino también algunos empresarios se sensibilizaran sobre los hechos que él denunciaba.
Tras el sismo del 7 de septiembre de 2017 que se sintió en las comunidades del istmo de Tehuantepec, en Oaxaca, Toledo financió con su propio dinero 45 cocinas comunitarias para la atención de damnificados.

### Protesta contra McDonald's
El 3 de julio de 2002, Josefina Díaz Huergo, dueña del local ubicado en el Portal Benito Juárez número 112, frente al zócalo de Oaxaca, hizo la petición de licencia para instalar un McDonald’s. Semanas después, el 18 de agosto de 2002, Toledo encabezó una "tamaliza" para protestar de forma pacífica en contra de esta solicitud. "Estos sí son de a de veras, y tienen ingredientes naturales", decía comparando los tamales a las hamburguesas del citado negocio. La protesta incluyó, además de los tamales de diversos sabores, tejate —bebida preparada con maíz, cacao y canela— preparado por mujeres originarias de Tlacolula de Matamoros; bandas de música y la presencia de otros artistas y funcionarios del gobierno.

Previo a la tamaliza, Toledo envío una carta de tres páginas a las oficinas centrales de la cadena de hamburguesas, explicando que la instalación de una sucursal en el zócalo de Oaxaca causaría daños a la economía y dinámica de vida locales.
“Exhortamos a ustedes a buscar un lugar fuera de nuestro Centro Histórico para ubicar su franquicia, su comprensión puede señalar un gesto de buena voluntad y sensibilidad hacia el patrimonio cultural de los pueblos, una muestra de respeto que mejorará la imagen de su empresa en México y en todo el mundo”, escribió Toledo.
En el mismo mes de agosto, Toledo recaudó cerca de 10 000 firmas para expresar el rechazo a los planes de la cadena de comida rápida, mismo que quedó de manifiesto en la consulta pública que organizaron las autoridades locales. Finalmente, a principios de diciembre de ese mismo año, el entonces alcalde de la ciudad, Gabino Cué, anunció que debido a los resultados de la consulta y todas las expresiones de rechazo al proyecto, no se otorgaría el permiso correspondiente para la instalación del restaurante y que, más bien, se le darían las facilidades a la empresa estadounidense para abrir un restaurante en otro lugar.

### Contra el maíz transgénico
Durante muchos  años, Toledo se movilizó contra el cultivo de maíz transgénico en México y a favor del campo nacional.
De acuerdo a testimonios locales, era posible ver al artista en la calle repartiendo volantes para informar sobre los perjuicios de este tipo de cultivos. En 2015, durante una entrevista indicó que este tipo de maíz "destruiría por completo la economía campesina y la posibilidad de comer maíz verdadero. El que nos tratan de imponer le llamó maíz botarga, contiene tóxicos como el glifosato, que es cancerígeno, y altos contenidos de almidones que producen problemas de obesidad y diabetes”.
En 2017, a través de una carta dirigida al entonces presidente Enrique Peña Nieto, la cual entregó en propia mano, le reclamó al mandatario el haber ignorado una misiva anterior, enviada 3 años y medio antes, donde le incluía miles de firmas exprensando el rechazo al proyecto de plantíos de maíz transgénico en el país. El texto incluía también el testimonio de David Schubert, investigador del Instituto Salk, de California, señalando los peligros de los transgénicos.
Previamente, en mayo de 2014, Toledo organizó una serie de actividades sobre el tema en el IAGO, donde tiempo después empezó a recabar las firmas que eventualmente anexó en la carta a Peña Nieto, y que seguiría juntando en distintos puntos del país.

## Premios y reconocimientos
A pesar de su carácter discreto y su oposición a ser objeto de homenajes, Francisco Toledo recibió en vida diversos premios y reconocimientos como:
- Creador Emérito (beca mensual de 20 salarios mínimos desde 1993)[64]
- Premio Nacional de Ciencias y Artes, en el área de Bellas Artes, en 1998[65]
- Premio Príncipe Claus en 2000.[66]
- Premio Anual Federico Sescosse de la UNESCO en 2003.[10]
- Premio Right Livelihood, en 2005, conocido como el  Premio Nobel Alternativo por su dedicación a la protección y mejora de la herencia, ambiente y vida de la comunidad de Oaxaca.[39]
- Doctorado honoris causa de la Universidad Autónoma Benito Juárez de Oaxaca (UABJO) en 2007, por su labor en el mundo de las artes.

Francisco Toledo fue propuesto para hacer un mural en el Palacio de Bellas Artes.

## Exposiciones individuales y colectivas
A lo largo de su carrera, Toledo participó en numerosas exposiciones colectivas e individuales en ciudades como Nueva York, Londres, París, Ginebra y Oslo, entre otras.
| Año  | Lugar                                                                          | País                                               |
| ---- | ------------------------------------------------------------------------------ | -------------------------------------------------- |
| 1959 | Galería Antonio Souza                                                          | Ciudad de México, México                           |
|      | Fort Woth Center                                                               | Texas, Estados Unidos de América                   |
| 1962 | Galería Antonio Souza                                                          | Ciudad de México, México                           |
| 1963 | Galería Antonio Souza                                                          | Ciudad de México, México                           |
|      | Galería Karl Flinker                                                           | París, Francia                                     |
| 1964 | Saidenberg Gallery                                                             | Nueva York, Estados Unidos de América              |
|      | Hamilton Galleries                                                             | Londres, Inglaterra                                |
|      | Gallery Moos                                                                   | Ginebra, Suiza                                     |
|      | Galerie René Andrieu                                                           | Toulouse, Francia                                  |
|      | Galerie Dieter Brusberg                                                        | Hannover, Alemania                                 |
| 1965 | Galería Antonio Souza                                                          | Ciudad de México, México                           |
|      | Galerie Karl Flinker                                                           | París, Francia                                     |
|      | Galerie Haaken                                                                 | Oslo, Noruega                                      |
|      | Galería Misrachi                                                               | Ciudad de México, México                           |
|      | Saidenberg Gallery                                                             | Nueva York, Estados Unidos de América              |
| 1966 | Galerie Haaken                                                                 | Oslo, Noruega                                      |
|      | Galerie Karl Flinker                                                           | París, Francia                                     |
|      | Galerie Misrachi                                                               | Ciudad de México, México                           |
| 1967 | Galerie Daniel Gervis                                                          | París, Francia                                     |
|      | Arthur Tooth & Sons, Ltd                                                       | Londres, Reino Unido                               |
|      | Galerie Andrieu                                                                | Toulouse, Francia                                  |
| 1968 | Monasterio de Santo Domingo de Guzmán                                          | Oaxaca, México                                     |
| 1969 | Galería Juan Martín                                                            | México                                             |
| 1970 | Galería Arvil                                                                  | Ciudad de México, México                           |
|      | Galería Juan Martín, Tapices y Esculturas                                      | Ciudad de México, México                           |
|      | Jack Misrachi Gallery                                                          | Nueva York, Estados Unidos de América              |
| 1972 | Casa de la Cultura del Istmo                                                   | Juchitán, Oaxaca, México                           |
|      | Galería Plástica de México                                                     | Ciudad de México, México                           |
|      | Casa del Lago                                                                  | Ciudad de México, México                           |
|      | Galería Juan Martín                                                            | Ciudad de México, México                           |
| 1974 | Martha Jackson Gallery                                                         | Nueva York, Estados Unidos de América              |
|      | Galería Arvil                                                                  | Ciudad de México, México                           |
| 1975 | Gobierno del Estado de Nuevo León                                              | Monterrey, Nuevo León, México                      |
|      | Galería Juan Martin                                                            | Ciudad de México, México                           |
|      | Martha Jackson Gallery                                                         | Ciudad de México, México                           |
|      | Ex Convento del Carmen                                                         | Guadalajara, México                                |
| 1977 | Galería Covo de longh                                                          | Texas, Estados Unidos de América                   |
|      | Galería Arvil                                                                  | Ciudad de México, México                           |
|      | Museo de Arte Moderno                                                          | Bogotá, Colombia                                   |
|      | Universidad Autónoma Benito Juárez                                             | Oaxaca, México                                     |
| 1978 | Eric Makler Gallery                                                            | Filadelfia, Pensilvania, Estados Unidos de América |
|      | Everson Museum of Art                                                          | Siracusa, Nueva York, Estados Unidos de América    |
| 1980 | Museo de Arte Moderno                                                          | Ciudad de México, México                           |
|      | Galería de Arte Mexicano                                                       | Ciudad de México, México                           |
|      | Centre Culturel du Mexique, Ambassade du Mexique en France                     | París, Francia                                     |
|      | The Bridge Concourse Gallery, City Hall                                        | Los Ángeles, California, Estados Unidos de América |
| 1983 | Galería de Arte Mexicano                                                       | Ciudad de México, México                           |
|      | Galería López Quiroga                                                          | Ciudad de México, México                           |
|      | Galería Alejandro Gallo                                                        | Guadalajara, Jalisco, México                       |
|      | Museo-Biblioteca Pape                                                          | Monclova, Coahuila, México                         |
| 1984 | Galería Clave                                                                  | Guadalajara, Jalisco, México                       |
|      | Instituto Fernando Gordillo, Asociación Sandinista de Trabajadores de Cultura  | Managua, Nicaragua                                 |
|      | Galería Latinoamericana                                                        | La Habana, Cuba                                    |
|      | XII Festival Internacional Cervantino, Galería de la Universidad de Guanajuato | Guanajuato, México                                 |

| Año  | Lugar                                                                   | País                                                                            |
| ---- | ----------------------------------------------------------------------- | ------------------------------------------------------------------------------- |
| 1959 | Galería Antonio Souza                                                   | Ciudad de México, México                                                        |
| 1960 | Galería Antonio Souza                                                   | Ciudad de México, México                                                        |
| 1962 | Premier Salon des Peintres Sudamericaines, Musée d'Art Moderne          | París, Francia                                                                  |
|      | Kunstnanshaus                                                           | Oslo, Noruega                                                                   |
| 1964 | Salon de Mai, Musée d'art Moderne                                       | París, Francia                                                                  |
| 1965 | Galería Latinoamericana                                                 | La Habana, Cuba                                                                 |
| 1966 | Palacio de Bellas Artes                                                 | Ciudad de México, México                                                        |
|      | The Midland Art Centre                                                  | Nottingham, Inglaterra                                                          |
| 1967 | Expo 67                                                                 | Montreal, Canadá                                                                |
| 1968 | Hemisfair                                                               | San Antonio, Texas, Estados Unidos de América                                   |
| 1969 | Galerie Daniel Gervis                                                   | París, Francia                                                                  |
|      | Exconvento de San José, Universidad Autónoma de Benito Juárez           | Oaxaca, México                                                                  |
| 1970 | Associated American Artists                                             | Nueva York, Estados Unidos de América                                           |
|      | Center for Inter-American Relations                                     | Nueva York, Estados Unidos de América                                           |
|      | Jack Misrachi Gallery                                                   | Nueva York, Estados Unidos de América                                           |
| 1972 | Instituto Cultural Mexicano                                             | San Antonio, Texas, Estados Unidos de América                                   |
|      | The 8th International Biennal Exhibition of Prints                      | Tokio, Japón                                                                    |
|      | Patio de la Escuela de Arquitectura, Universidad Autónoma Benito Juárez | Oaxaca, México                                                                  |
|      | Galería Christofle                                                      | París, Francia                                                                  |
| 1973 | Galería Arvil                                                           | Ciudad de México, México                                                        |
|      | Galería Arvil                                                           | Ciudad de México, México                                                        |
|      | Phoenix Art Museum                                                      | Arizona, Estados Unidos de América                                              |
|      | Festival de ambos mundos                                                | Spoletto, Italia                                                                |
|      | Pasaje Zócalo - Pino Suárez Metro                                       | Ciudad de México, México                                                        |
|      | Museo del Palacio de Bellas Artes                                       | Ciudad de México, México                                                        |
|      | Museo del Palacio de Bellas Artes                                       | Ciudad de México, México                                                        |
| 1974 | Concilio de las Artes del Estado de Nueva Jersey                        | Nueva Jersey, Estados Unidos de América                                         |
|      | Mount Holyyoke                                                          | Massachusetts, Estados Unidos de América                                        |
|      | Galería Kin                                                             | Ciudad de México, México                                                        |
|      | The National Museum of Modern Art Tokyo and Kyoto                       | Japón                                                                           |
|      | Misión Artística y Cultural al Caribe                                   | La Habana, Cuba; San José, Costa Rica; San Juan Puerto Rico; Managua, Nicaragua |
| 1975 | Universidad de Austin                                                   | Texas, Estados Unidos de América                                                |
|      | INFONAVIT                                                               | Ciudad de México, México                                                        |
|      | Rosenberg Library                                                       | Ciudad de México, México                                                        |
| 1976 | Galería Latinoamericana                                                 | La Habana, Cuba                                                                 |
|      | Museo de Arte Moderno                                                   | Ciudad de México, México                                                        |
|      | The New York Botanical Garden Museum                                    | Nueva York, Estados Unidos de América                                           |
|      | OEA                                                                     | Washington D. C., Estados Unidos de América                                     |
|      | Sotheby Parke Bernet, Inc                                               | Nueva York, Estados Unidos de América                                           |
|      | Grand Palais                                                            | París, Francia                                                                  |
|      | Moderna Galerija                                                        | Rijeka, Yougoeslavia                                                            |
|      | Museo de Arte Moderno                                                   | Bogotá, Colombia                                                                |
| 1977 | International Exhibitions Foundations                                   | Washington D. C., Estados Unidos de América                                     |
|      | André Emmerich Gallery                                                  | Nueva York, Estados Unidos de América                                           |
|      | Casa de la Cultura de Juchitán                                          | Oaxaca, México                                                                  |
|      | Museo de Arte Contemporáneo                                             | Bogotá, Colombia                                                                |
| 1978 | Galerie Daniel Gervis                                                   | París, Francia                                                                  |
|      | Museo de Arte Carrillo Gil                                              | Ciudad de México, México                                                        |
| 1979 | Sotheby Bernet                                                          | Nueva York, Estados Unidos de América                                           |
|      | Museo de Arte moderno                                                   | Ciudad de México, México                                                        |
|      | Foire Internationale d'Art Contemporain 79, Grand Palais                | París, Francia                                                                  |
|      | Galería Estela Shapiro                                                  | Ciudad de México, México                                                        |
|      | Museo-Biblioteca Pepe                                                   | Monclova, Coahuila, México                                                      |
|      | Primer Salón de Obra Gráfica Original, Galería de Arte Mexicano         | Ciudad de México, México                                                        |
|      | Salón Nacional de Artes Plásticas, Galería del Auditorio Nacional       | Ciudad de México, México                                                        |
|      | Trienal Latinoamericana del Grabado                                     | Buenos Aires, Mendoza y San Juan, Argentina                                     |
| 1980 | Galería Arvil                                                           | Ciudad de México, México                                                        |
|      | Musée Picasso                                                           | Château d'Antibes, Antibes-Sur-les-Pins, Francia                                |
| 1981 | Musée de Petit Palais                                                   | París, Francia                                                                  |
|      | Foro de Arte Contemporáneo                                              | Ciudad de México, México                                                        |
| 1982 | InterAmerican Art Gallery                                               | Nueva York, Estados Unidos de América                                           |
|      | Rossi Gallery                                                           | Nueva Jersey, Estados Unidos de América                                         |
|      | Center for InterAmerican Relations                                      | Nueva York, Estados Unidos de América                                           |
|      | Gallery at the Plaza Security Pacific, National Bank                    | Los Ángeles, California, Estados Unidos de América                              |
| 1983 | Fine Art                                                                | Nueva York, Estados Unidos de América                                           |
|      | Fondation Nationale des Arts Graphiques et Plastiques                   | París, Francia                                                                  |
|      | Galería Juan Martín                                                     | Ciudad de México, México                                                        |
|      | Palacio de Bellas Artes                                                 | Ciudad de México, México                                                        |
|      | Fundación Banco Exterior de España                                      | Madrid y Barcelona, España                                                      |
|      | XI Festival Internacional Cervantino, Museo del Pueblo de Guanajuato    | Guanajuato, México                                                              |
|      | Museo de Arte Carrillo Gil                                              | Ciudad de México, México                                                        |
| 1984 | Museo de Arte Moderno                                                   | Ciudad de México, México                                                        |
|      | Museo de Monterrey                                                      | Monterrey, México                                                               |
|      | De Pree Art Center y Gallery Holland                                    | Míchigan, Estados Unidos de América                                             |
|      | Galería López Quiroga                                                   | Ciudad de México, México                                                        |

## Muerte y reacciones
Toledo falleció en su casa el 5 de septiembre de 2019 a causa de cáncer pulmonar que padeció durante dos años. Su muerte fue reportada por medios mexicanos y extranjeros, quienes calificaron el hecho como la pérdida del "artista más importante de México". Por su parte, el presidente del país, Andrés Manuel López Obrador, lamentó la muerte del artista a través de un mensaje en la red social Twitter: "Ha fallecido el maestro Francisco Toledo, oaxaqueño, gran pintor y extraordinario promotor cultural, auténtico defensor de la naturaleza, las costumbres y las tradiciones de nuestro pueblo. Descanse en paz".
The New York Times escribió que Toledo era considerado por muchos como "el artista vivo más grande de México, quien podía trazar su ascedencia hasta los zapotecas que florecieron antes de la Conquista española en el siglo XVI en lo que hoy es el estado sureño de Oaxaca. Sus pinturas, dibujos, grabados, collages, textiles y cerámicas estuvieron fuertemente inspirados en esa herencia". El periódico francés Le Monde destacó la muerte de un artista que había expuesto en las grandes capitales del mundo y que se había "comprometido con la promoción cultura" y que defendía "la causa indígena y ambiental". El diario inglés The Guardian recordó su trayectoria internacional, su labor como fundador de instituciones culturales, y su activismo político dentro del que incluyó sus acciones contra la instalación de un restaurante McDonald's en el centro de Oaxaca y su obra de los papalotes en homenaje a los 43 estudiantes de Ayotzinapa.
En Oaxaca, desde las primeras horas luego del anuncio oficial de la muerte, la gente se congregó en el IAGO para dejar veladoras y flores, y cantar en homenaje al artista.El gobernador de ese estado, Alejandro Murat, escribió en Twitter que "Oaxaca está de luto por la pérdida de un artista universal: Francisco Toledo. Nos deja como legado su magnífica obra, su pasión por nuestro estado y su espléndida calidad humana. QEPD ".

A nivel federal, la Secretaría de Cultura abrió las puertas del Palacio de Bellas Artes de la Ciudad de México del 6 al 8 de septiembre para rendirle un homenaje que consistió en una breve muestra de 8 obras que son parte del acervo del Instituto Nacional de Bellas Artes y Literatura, así como música de banda oaxaqueña, canastas con mazorcas de maíz y arreglos florales. También se dispusieron libros para que el público escribiera sus mensajes de despedida, así como espacio para que se colocaron flores y veladoras. A petición de la familia del artista no hubo ceremonias ostentosa.
"El fallecimiento de Toledo es la pérdida en el mundo de la plástica más fuerte que pudo tener México. Van a pasar muchos años en que surja otra persona de su calidad", dijo el artista Manuel Felguérez, miembro de la llamada Generación de la Ruptura.

## Galería

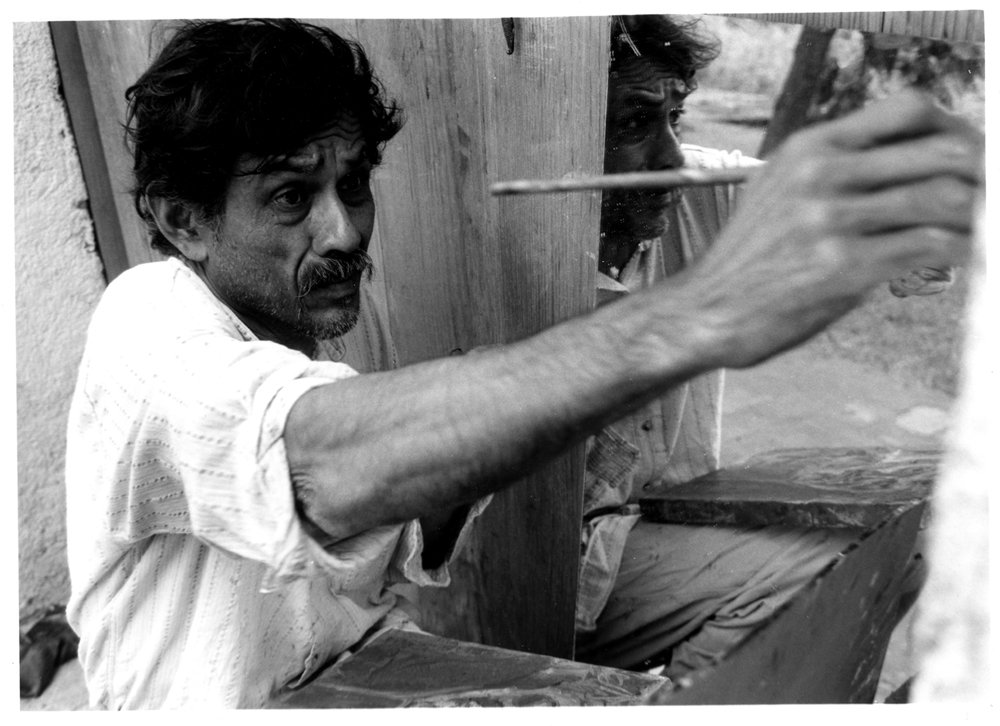
Pintando.
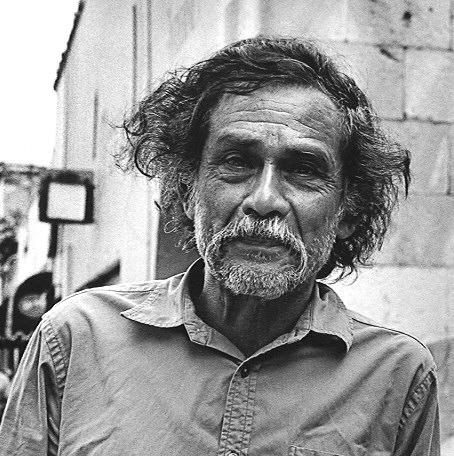
Toledo, en el 2005.
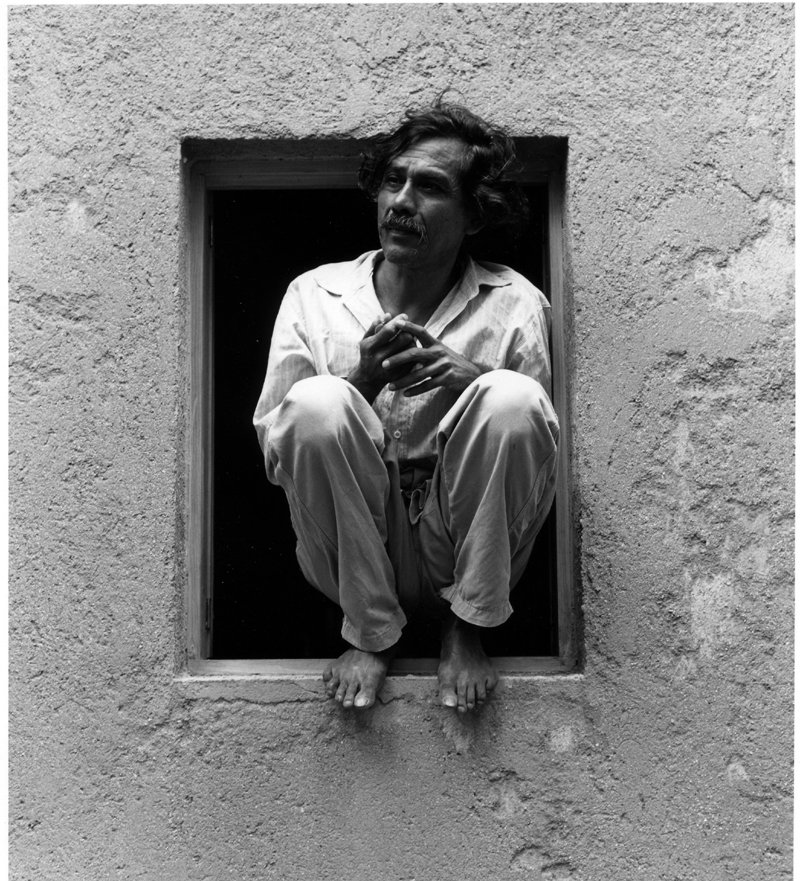
Francisco Toledo
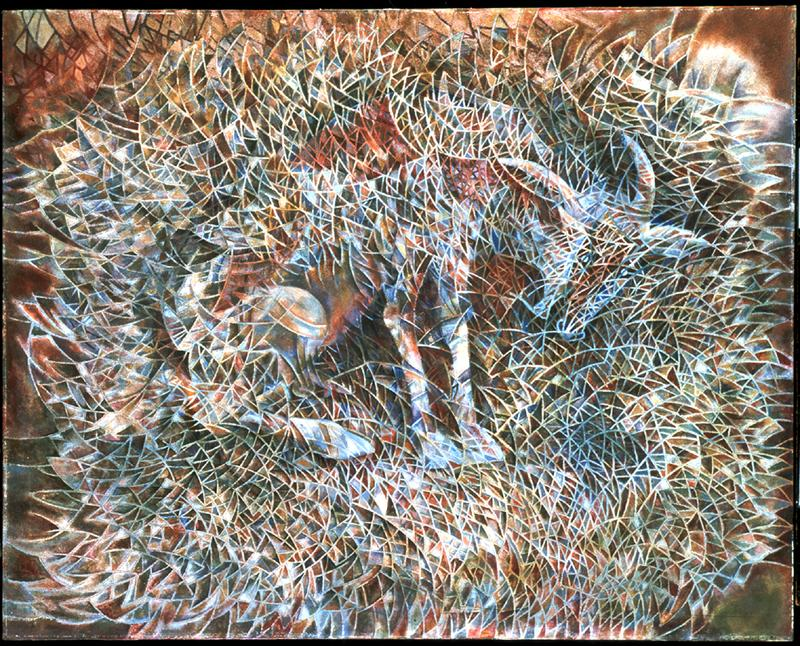
Chivo
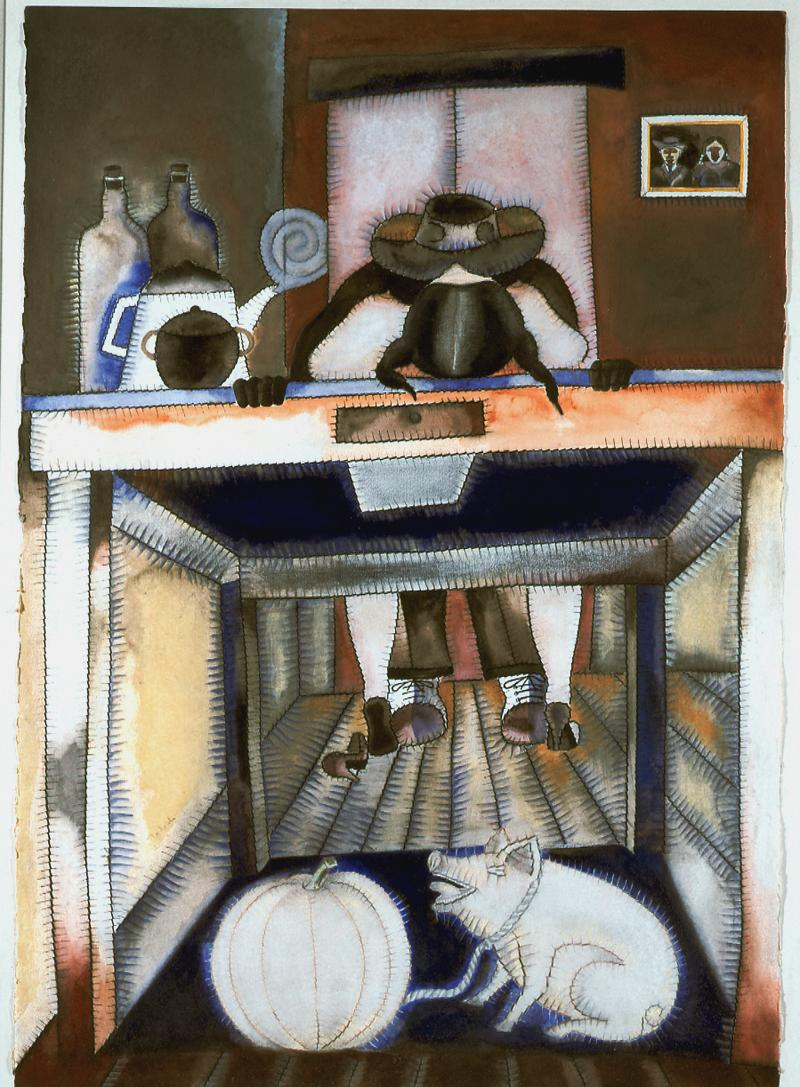
La mesa, de Francisco Toledo
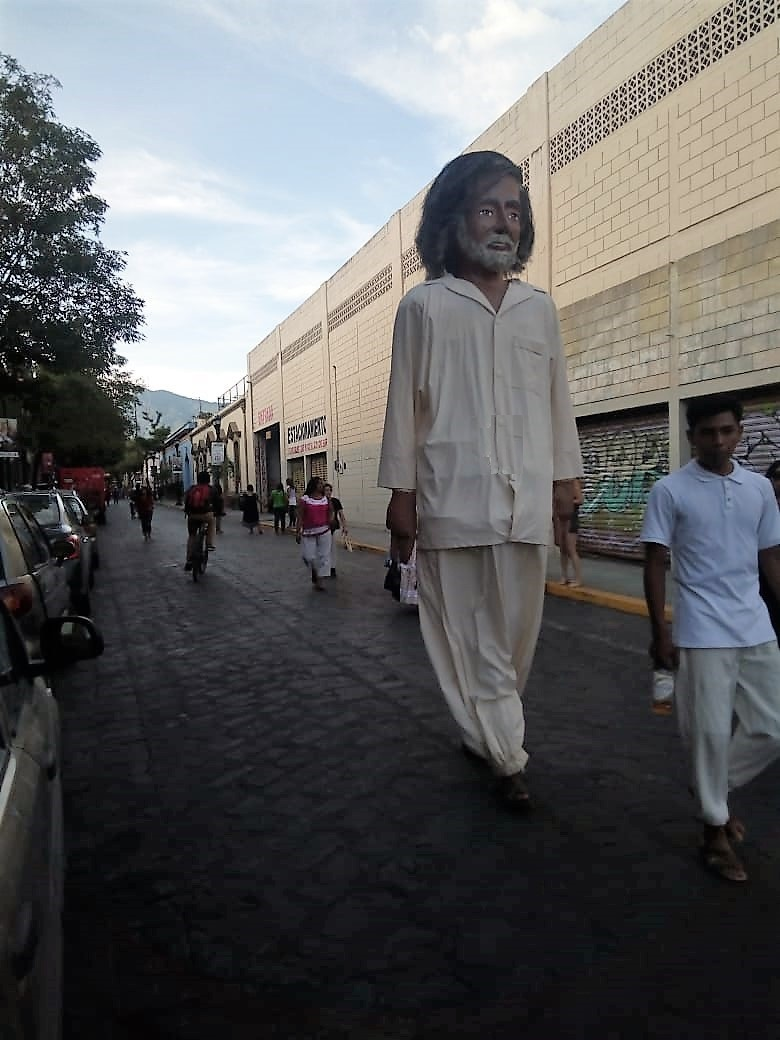
Una botarga con la imagen de Francisco Toledo caminando por la Ciudad de Oaxaca, México, 2018.